# Toyin Adegbola
Toyin Adegbola, conocida popularmente como Toyin Asewo to re mecca (nacida el 28 de diciembre de 1961) es una actriz, productora y directora de cine nigeriana.

## Carrera
Adegbola comenzó su carrera como actriz en 1984 en películas en idioma yoruba de Nollywood. Es miembro de la junta del Consejo Estatal de Arte y Cultura de Osun.

## Vida personal
El esposo de Adegbola fue un periodista, ya fallecido. Tine dos hijos, una hija y un hijo; ambos viven en Dublín, Irlanda. También tiene dos nietos.

## Filmografía seleccionada
- Asewo to re Mecca (1992)
- Ayitale (2013)